# Двузубые
Двузубые, или рыбы-ежи, или ежи-рыбы, или двузубовые (лат. Diodontidae) — семейство рыб из отряда иглобрюхообразных.
В составе семейства выделяют семь родов, распространённых во всех тропических морях. Длиной до 91 см (Diodon hystrix). Тело, принимающее при опасности форму шара, покрыто острыми шипами. Кожа и внутренности рыбы ядовиты.
Укол колючками этой рыбы болезнен, чем и опасен для неосторожных купальщиков.

## Классификация
В состав семейства включают 7 родов с 18 видами; русскоязычные названия по :
- Род Allomycterus — Алломиктеры
  - Allomycterus pilatus — Алломиктер Уитли, или рыба-ёж Уитли
- Род Chilomycterus — Двузубы, или хиломикты
  - Chilomycterus antennatus
  - Chilomycterus antillarum
  - Chilomycterus reticulatus — Пятнистоплавниковый хиломикт, или пятнистый хиломикт
  - Chilomycterus schoepfii — Американский хиломикт, или рыба-ёж
  - Chilomycterus spinosus
- Род Cyclichthys — Циклихты
  - Cyclichthys hardenbergi
  - Cyclichthys orbicularis — Птичий циклихт
  - Cyclichthys spilostylus — Желтопятнистый циклихт
- Род Dicotylichthys — Дикотилихты
  - Dicotylichthys punctulatus — Пятнистый дикотилихт
- Род Diodon — Настоящие рыбы-ежи
  - Diodon eydouxii — Пелагическая рыба-ёж
  - Diodon holocanthus — Длинноиглая рыба-ёж
  - Diodon hystrix — Длинношипая рыба-ёж
  - Diodon liturosus — Короткошипая рыба-ёж
  - Diodon nicthemerus
- Род Lophodiodon — Лофодиодоны
  - Lophodiodon calori — Лофодиодон
- Род Tragulichthys — Трагулихты
  - Tragulichthys jaculiferus — Трагулихт